# Segunda Guerra Mundial na cultura popular

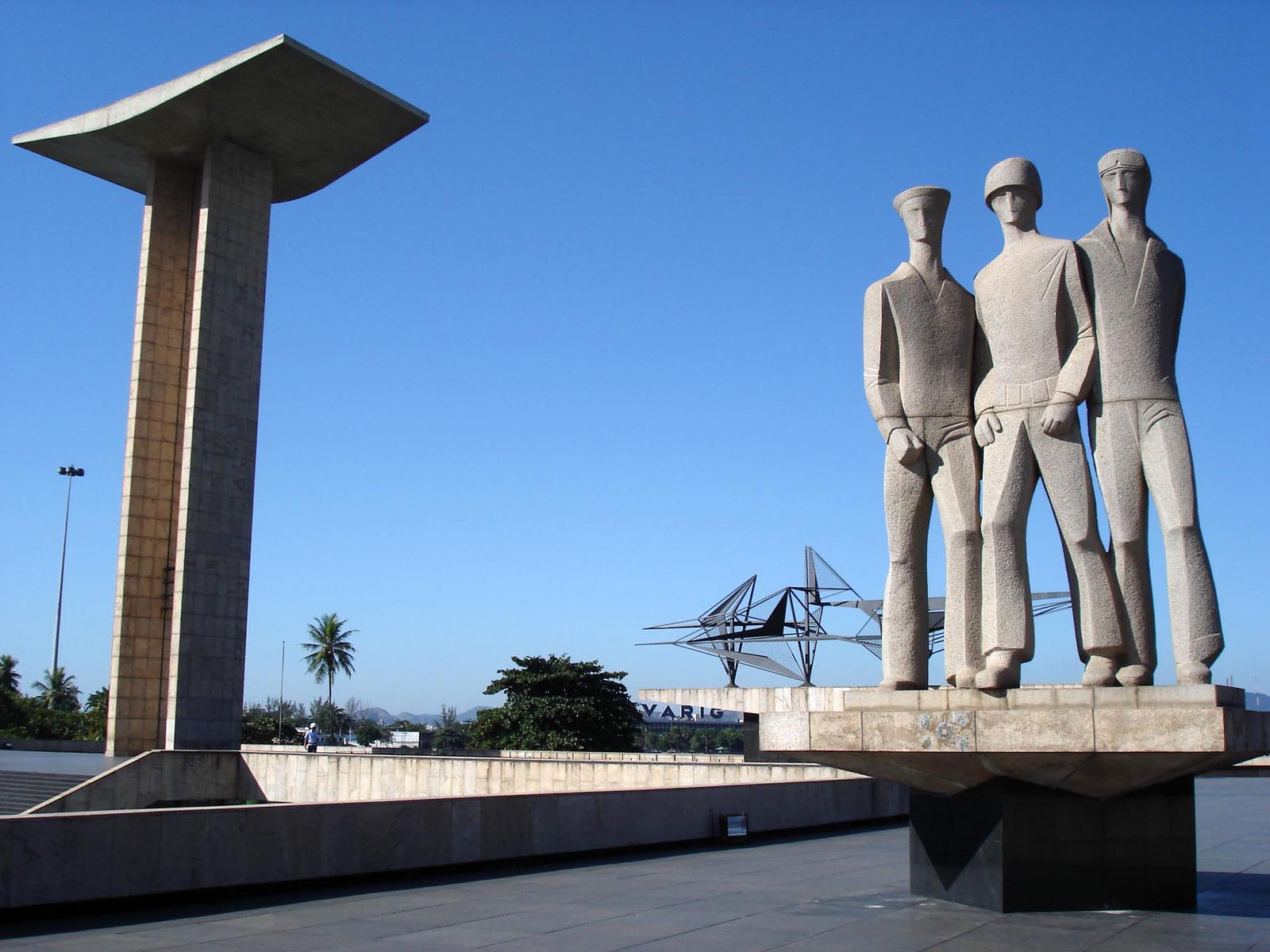
Monumento aos Mortos da Segunda Guerra Mundial na cidade do Rio de Janeiro

A influência da Segunda Guerra Mundial foi profunda e diversa, causando impacto significativo em diversos aspectos culturais. 

## Filmes e documentários
A Segunda Guerra Mundial foi tema de diversos filmes, programas de televisão e livros, alguns produzidos ainda enquanto o conflito estava em andamento. O aspecto cinematográfico alcançou seu auge durante a década de 1960 e Década de 1970.
Filmes com essa temática continuam sendo produzidos, até mesmo recebendo indicações ao Óscar, como é o caso de O Jogo da Imitação (2014), e O Filho de Saul (2015), que venceu na categoria de Melhor filme estrangeiro. 

## Séries de TV
- Filhos da Guerra
- Band of Brothers
- The Pacific

## Jogos
Um setor relativamente recente na exploração comercial de itens relacionados à Segunda Guerra é o de Video games, sendo um aspecto extremamente lucrativo da indústria de jogos eletrônicos, com vários títulos lançados por ano. Alguns dos jogos mais conhecidos são:
- Commandos
- Wolfenstein 3D
- Return to Castle Wolfenstein
- Blazing Angels: Squadrons of WWII
- Battlefield 1942
- Battlefield 1943
- Medal of Honor (Série)
- Medal of Honor: Allied Assault
- Medal of Honor: Pacific Assault
- Medal of Honor: Airborne
- Medal of Honor: Frontline
- Medal of Honor: Rising Sun
- Medal of Honor: European Assault
- Call of Duty
- Call of Duty 2
- Call of Duty 3
- Call of Duty: World at War
- Brothers in Arms: Road to Hill 30
- Brothers in Arms: Hell's Highway
- Company of Heroes
- Day of Defeat
- Day of Defeat Source
- Hearts of Iron
- The Saboteur